# Sint-Annakerk (Hantumhuizen)
De Sint-Annakerk is een kerkgebouw in Hantumhuizen in de Nederlandse provincie Friesland.

## Geschiedenis
De kerk was oorspronkelijk gewijd aan Sint Anna. De kerk heeft een ingebouwde zadeldaktoren van rond 1200 en een romanogotische schip (vier traveeën) uit de 13e eeuw. De luidklok is gegoten in 1616. In de 18e eeuw werd het vijfzijdig gesloten koor gebouwd, de kap vernieuwd en de toren voorzien van een nieuwe topgevel. Het koor werd bij de restauratie van 1939-'42 onder leiding van A. Baart sr. aangepast in pseudo-romanogotische stijl.
Het interieur wordt gedekt door drie koepelgewelven (aangebracht rond 1335) met geschilderde ribben. Er is een preekstoel (1773) uitgevoerd in rococo. Het orgel uit 1907 is gemaakt door Bakker & Timmenga.
De kerk is een rijksmonument en is sinds 2007 eigendom van Stichting Alde Fryske Tsjerken.

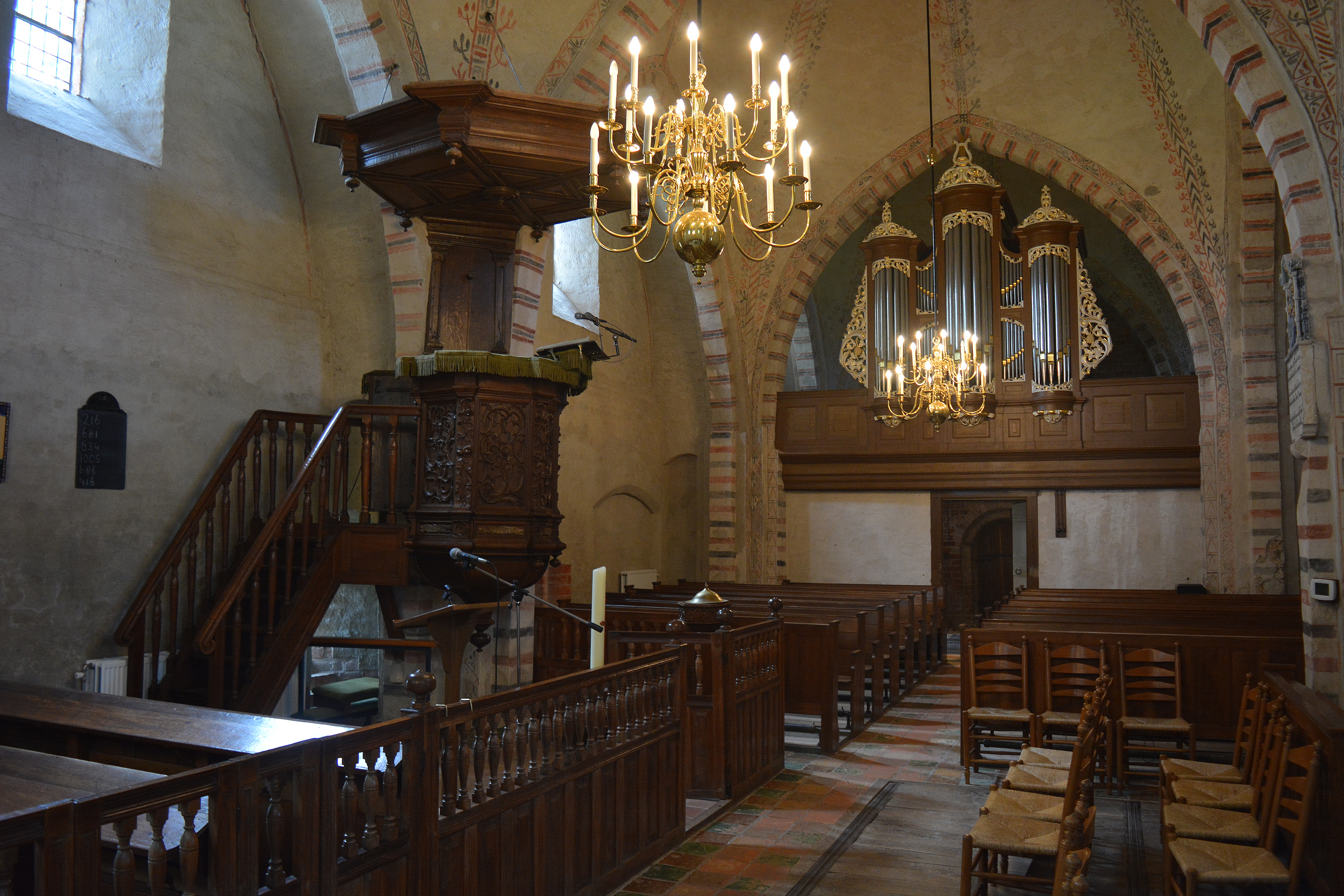
Interieur (2017)
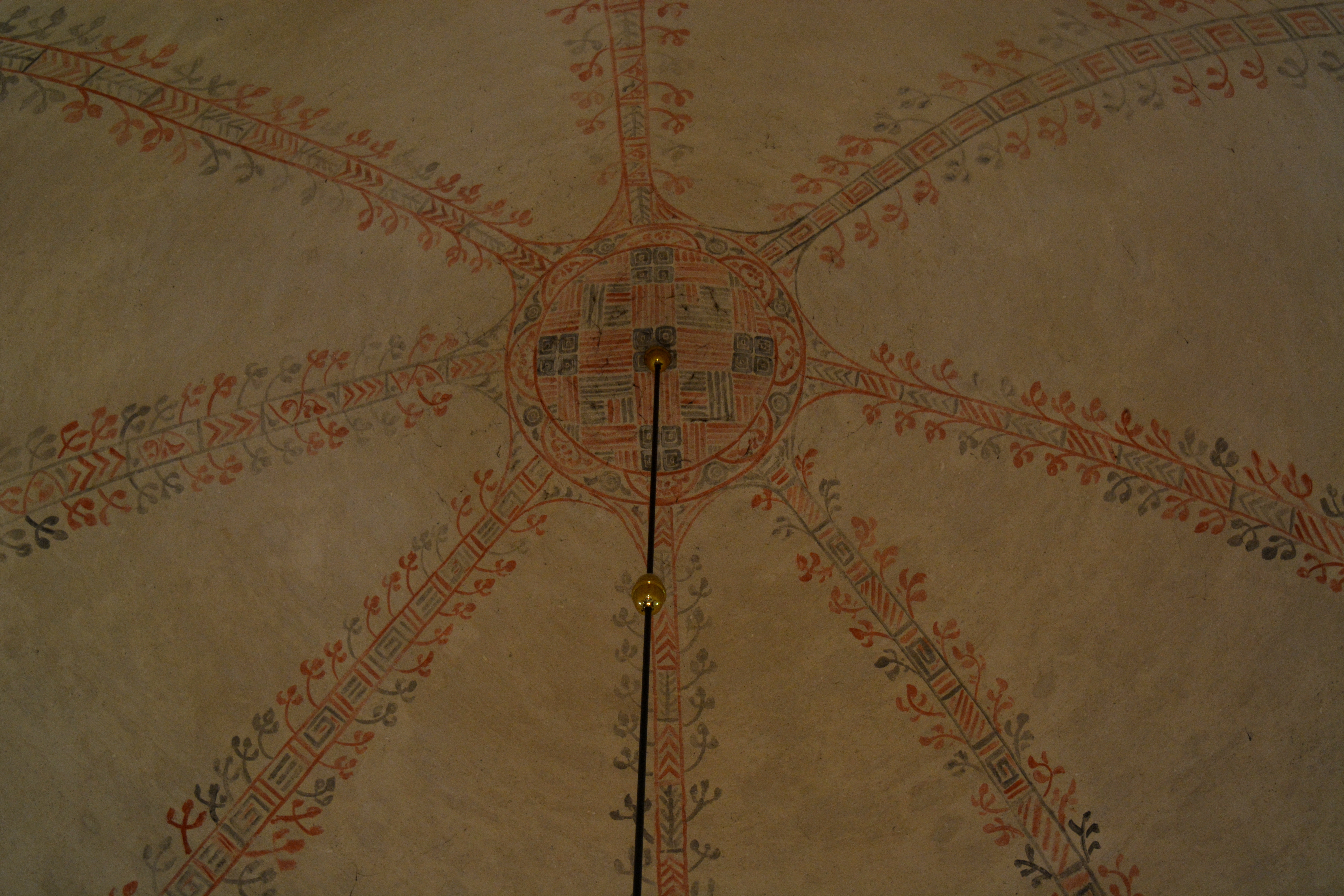
Koepelgewelf
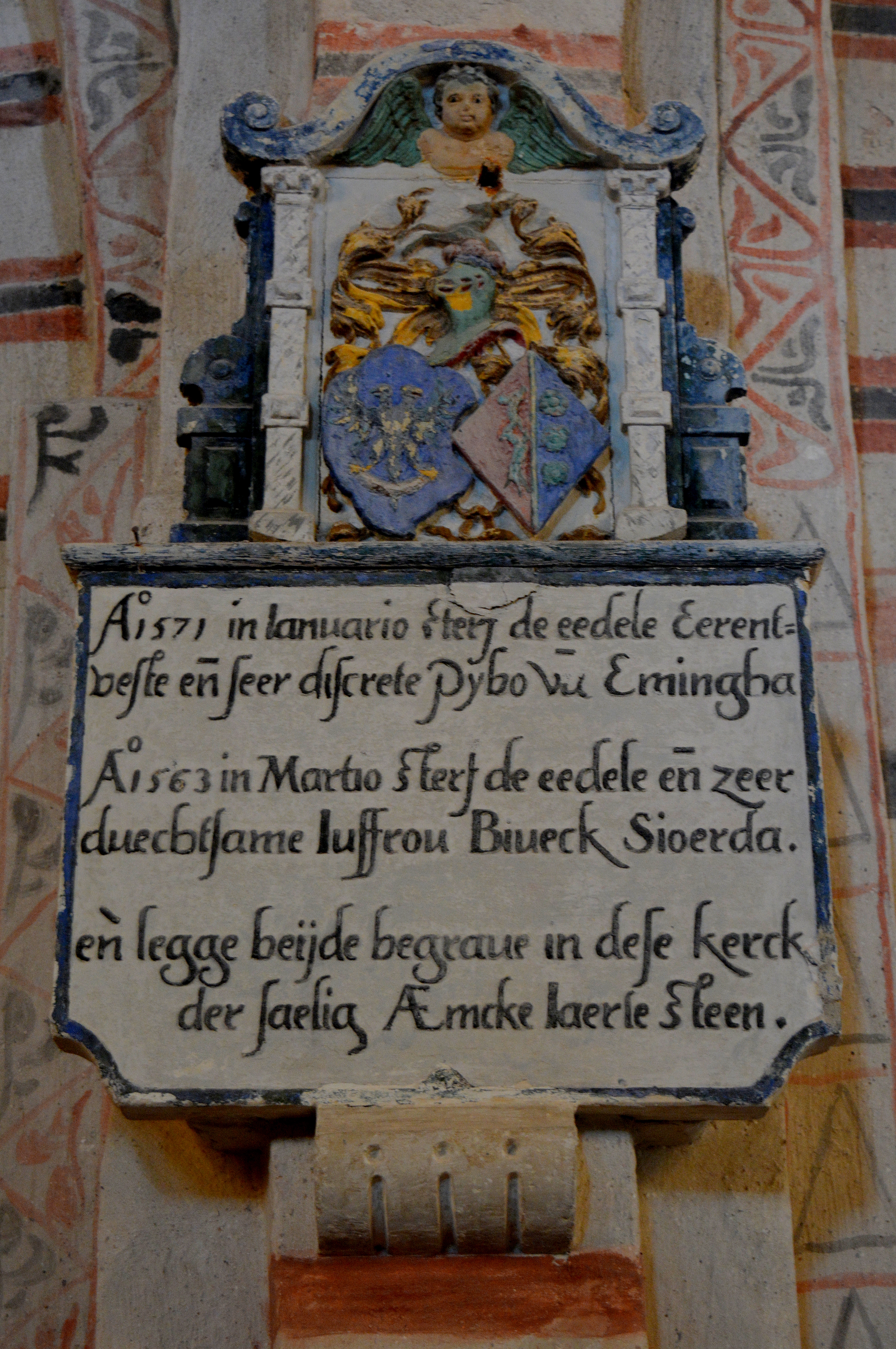
Epitaaf